# سبيران
سبيران أو سي بيران وهي قرية تقع في قضاء قوشتبة في  سهل أربيل في محافظة أربيل شمال العراق.